# Diecezja Quelimane
Diecezja  Quelimane – diecezja rzymskokatolicka w Mozambiku, sufragania archidiecezji Beira.

## Historia
Powstała w 1954 jako część metropolii Lourenço Marques (dzisiejsza Maputo). Dwa razy w historii swojego istnienia traciła terytorium na rzecz nowopowstających diecezji: w 1993 na rzecz diecezji Gurué i w 2025 na rzecz diecezji Alto Molócuè. W 1984 została przyłączona do metropolii Beira.

## Biskupi diecezjalni
- bp Osório Citora Afonso IMC (nominat)
- bp Hilário da Cruz Massinga (2008–2023)
- bp Bernardo Filipe Governo, O.F.M. Cap. (1976–2007)
- bp Francisco Nunes Teixeira (1955–1975)